# Класифікація галузей промисловості
Класифікація галузей промисловості групує компанії відповідно до аналогічних виробничих процесів, аналогічних товарів, або подібній поведінці на фінансових ринках.
Існує велика кількість класифікаторів, що спонсоруються різними організаціями і на основі різних критеріїв.
| Абревіатура | Повна назва | Спонсор                                                 | Критерій/ Одиниця   | Кількість значень за рівнем          | Роки випуску                                                  |
| ----------- | --- | ------------------------------------------------------- | ------------------- | ------------------------------------ | ------------------------------------------------------------- |
| ISIC        | Міжнародна стандартна галузева класифікація (International Standard Industrial Classification of All Economic Activities)                                 | Статистичний відділ ООН                                 | продукція/ установа | 4 цифри 21/88/238/419                | 1948–present (Rev. 4, 2008)                                   |
| NAICS       | North American Industry Classification System | Statistical bureaus of US, Canada, and Mexico           | продукція/ установа | 6 цифри 17/99/313/724/1175 (/19745)1 | 1997, 2002, (2012)                                            |
| NACE        | Класифікація видів економічної діяльності Європейського Співтовариства (Nomenclature statistique des Activités économiques dans la Communauté Européenne) | Європейська спільнота                                   | продукція/ установа | 6 цифр                               |                                                               |
| ANZSIC      | Australian and New Zealand Standard Industrial Classification                                                                                             |                                                         |                     |                                      |                                                               |
| SIC         | Standard Industrial Classification | US                                                      | продукція/ установа | 4 цифри 1004 категорій               | 1937–1987 (замінено NAICS, але все ще іноді використовується) |
| ICB         | Industry Classification Benchmark | FTSE                                                    | ринок/ компанія     | 10/20/41/114                         |                                                               |
| GICS        | Світовий стандарт класифікації промисловості (Global Industry Classification Standard)                                                                    | Standard & Poor's, Morgan Stanley Capital International | ринок/ компанія     | 2-8 цифр 10/24/68/154                |                                                               |
| UKSIC       | United Kingdom Standard Industrial Classification of Economic Activities                                                                                  |                                                         |                     |                                      |                                                               |
| TRBC        | Thomson Reuters Business Classification | Thomson Reuters                                         | ринок/ компанія     | 10/25/52/124                         |                                                               |
| SNI         | Swedish Standard Industrial Classification |                                                         |                     |                                      |                                                               |

1NAICS Index File складається з 19745 рубрик.
Крім наведених класифікаторів, є і більш спеціалізовані системи:
- FactSet's Revere, близько 11000 категорій [4]
- IndustryBuildingBlocks [Архівовано 9 Вересня 2010 у Wayback Machine.], близько 15000 категорій
- First Research [Архівовано 5 Березня 2022 у Wayback Machine.], використовувана Гувером[5]